# Kone
Kone — фінська компанія, виробник транспортного і підйомного обладнання.